# Tonypandy-Aufstand
Als Tonypandy-Aufstand (englisch Tonypandy Riot) werden tumultartige Unruhen im südlichen Wales im Jahr 1910 bezeichnet, die sich aus einem Bergarbeiterstreik nahe der walisischen Stadt Tonypandy entwickelten.

## Die Chronik des Aufstandes

### Vorgeschichte des Aufstandes
Der Ausgangspunkt der Unruhen waren Uneinigkeiten zwischen Bergwerksbesitzern und Arbeitervertretern über das Besoldungssystem für die in der Ely-Grube (Ely Pit) in der Stadt Penygraig beschäftigten Bergarbeiter der Naval Colliery Company. Diese war ein Teil der Cambrian Combine, einem 1906 gegründeten Zusammenschluss aller südwalisischen Bergwerksgesellschaften.
Bis 1909 war in allen Gruben der Cambrian Combine ein ertragsbasiertes Besoldungssystem üblich gewesen, d. h. der Lohn jedes einzelnen Bergmannes wurde auf der Grundlage der von ihm geförderten Menge an Kohle berechnet, so dass jeder Arbeiter einen Lohn erhielt, der in proportionaler Relation zu der von ihm geförderten Menge an Kohle stand. Außer acht gelassen wurde dabei die unterschiedliche Schwierigkeit der Förderung von Kohlenvorkommen aus verschiedenen Kohlenadern, was in der Konsequenz bedeutete, dass ein Arbeiter an einer leicht erschließbaren Ader weitaus mehr Lohn erhielt als ein Kollege an einer schwerer zu erschließenden Ader, aus der sich bei gleichem Zeit- und Anstrengungsaufwand naturgemäß weitaus weniger Kohle herausholen ließ.
Um die Ergiebigkeit einer neuentdeckten Kohleader zu prüfen, beauftragte das Management der Elygrube 1909 eine Gruppe aus achtzig Bergleuten, diese auf unbestimmte Zeit testweise abzubauen. Diese Testphase sollte dazu dienen, anhand der von der Testgruppe geförderten Kohlenmenge hochzurechnen, wie viel Kohle eine Arbeitsmannschaft in regulärer Größe fördern würde und wie viel Lohn bei einer regulären Ausbeutung der Mine an die Bergleute gezahlt werden müsste, um so mit Hilfe der gewonnenen Daten eine Kosten-Nutzen-Kalkulation für den regulären Abbau dieser Ader aufstellen zu können. Als Zugeständnis gegenüber den Arbeitern der Testgruppe – die ja eine neue Ader unbekannter Ergiebigkeit erschloss – ging man vom bisherigen ertragsbasierten Besoldungssystem zugunsten eines Kombilohnmodells ab, das den Arbeitern ein Mindesteinkommen garantierte: Sollten sich im Akkordmodell Lohnansprüche unterhalb des Existenzminimums ergeben, würde die Gesellschaft durch Zuschüsse für eine entsprechende Aufstockung sorgen.
Als man 1910 Bilanz zog, fielen die Erträge der Testarbeitsgruppe deutlich geringer aus, als es die Betreiber der Ely Pit erwartet hatten. Die Minenbetreiber hielten daraufhin der Testgruppe vor, sie hätten die Lohngarantie ausgenutzt, d. h. aus purer Bequemlichkeit wesentlich weniger gefördert als möglich gewesen sei. Die Arbeiter verwahrten sich gegen den Vorwurf und entgegneten, die geringen Fördermengen seien ausschließlich darauf zurückzuführen, dass die neue Mine äußerst schwierig zu erschließen sei. Das Management beschloss daraufhin, auch bei der Testgruppe zum alten ertragsbasierten Besoldungssystem zurückzukehren.

### Der Bergarbeiterstreik in der Ely-Grube
Nachdem die Mehrheit der Bergarbeiter, die nicht der Testgruppe angehörte, sich mit ihren Kollegen solidarisch erklärt hatte und gemeinsam mit diesen gegen die Rückkehr zum alten Lohnmodell protestierte, verhängte das Management der Ely-Grube am 1. August eine Aussperrung der regulären Belegschaft. Diese bezog sich nicht nur auf die 80 Arbeiter des Testgruppe, sondern auf alle 800 Kohlekumpel der Grube, an deren Stelle man nun Ersatzarbeiter rufen ließ. Die Belegschaft erklärte sich hierauf für im Streik befindlich und sperrte die Anlage der Ely-Grube systematisch mit Streikposten ab.
Mit den Zielen ihrer Kollegen sympathisierend, schlossen sich bald darauf die Bergleute von zwei weiteren Gruben im Besitz der Naval Colliery dem Streik an. Dies löste eine Kettenreaktion aus, an deren Ende sich die Arbeiter nahezu aller Gruben in Südwales dem Streik angeschlossen hatten.
Bei einer Konferenz der South Wales Miners Federation (SWMF) am 16. September einigte man sich darauf, die Streikenden systematisch zu unterstützen. Ein Schlichtungsangebot der Bergbauunternehmer – das weiterhin Löhne vorsah, die unter dem Existenzminimum lagen – wurde abgelehnt. Am 1. November – dem Tag des offiziellen Streikbeginns – schlossen sich 30.000 weitere Bergleute aus Südwales dem Streik an. Bis zum 7. November wurden schließlich alle vom Streik betroffenen Minen von Streikposten blockiert. Die Streikenden fuhren fort, Tausende von Menschen umfassende Marschkolonnen zu bilden, mit denen sie durch die Ortschaften des Rhondda Valleys zogen und nach und nach in alle Kohlengruben des südlichen Wales eindrangen: Sie löschten die Feuer in den Boilern der Gruben und schalteten die Belüftungssysteme ab, um sicherzustellen, dass diese für Streikbrecher nicht benutzbar wären.

### Die Unruhen in Tonypandy
Im Ergebnis war am 7./8. November der Betrieb in allen Minen in Südwales – mit Ausnahme einer von sechzig Streikbrechern weiter betriebenen Mine in Llwynypia – zum Erliegen gekommen. Diese Mine, die für die Energieversorgung der umliegenden Städte besonders wichtig war, war von 100 Polizisten aus Swansea, Bristol und Cardiff systematisch abgeriegelt worden.
Am 7. November gegen 10:30 Uhr umzingelten schließlich die Streikenden diese Mine in der Absicht, sich Zugang zu ihr zu verschaffen und sie stillzulegen. Die Lage eskalierte rasch, nachdem die Wachmannschaften mit Steinen beworfen wurden, und es kam zu ersten Kämpfen zwischen der Polizei und den Streikenden. Die leitenden Beamten telegraphierten daraufhin an die nahe gelegene Tidworth-Kaserne und baten um Unterstützung. Der 1910 amtierende britische Innenminister Winston Churchill befürchtete, sich bei einer Truppenentsendung heftiger Kritik auszusetzen, dies vor allem in Erinnerung an den „Bloody Sunday“ von 1887 auf dem Trafalgar Square, bei dem der Versuch einen Streik mit militärischen Mitteln aufzulösen, in einem Blutbad geendet hatte. Er verhinderte deshalb die Entsendung und ließ die Truppen außerhalb von Wales als „allerletzte Reserve“, auf die nur im „äußersten Notfall“ zurückgegriffen werden dürfte, Stellung beziehen. Stattdessen entsandte Churchill einige hundert Londoner Polizisten, darunter siebzig berittene Beamte, an den Ort der Krise.
Am 8. November wurde die Grube in Llwynypia erneut von Arbeitern umstellt. Es kam abermals zu Kämpfen zwischen der Polizei und den streikenden Bergleuten. Nach harten Auseinandersetzungen gelang es der berittenen Polizei schließlich, die Bergleute in zwei Gruppen zu zersprengen, von denen eine nach Llwynypia gedrängt wurde und die andere in das benachbarte Tonypandy. Dort kam es zu weiteren schweren Tumulten und Kämpfen mit der Polizei, in deren Verlauf mehrere Straßen verwüstet wurden.
Churchill sandte daraufhin General MacReady, dem Befehlshaber der Bereitschaftstruppen am Rand von Wales, ein Telegramm, in dem es hieß: „As the situation appears to have become more serious you should if the Chief Constable or Local Authority desire it move all the cavalry into the district without delay“. Zusätzlich sagte Churchill den führenden Männern vor Ort weitere Polizisten aus London zu, die am nächsten Tag eintrafen: Bis zu diesem Zeitpunkt waren bereits 500 Bergleute und 80 Polizisten verletzt, sowie ein Bergmann – Samuel Rhys, der an einem Knüppelschlag starb – getötet worden.

### Folgen und Nachwirkungen
Nach den Ereignissen des 7. und 8. November wurden dreizehn Bergleute wegen kleinerer Vergehen verhaftet und der Ausnahmezustand in Wales verhängt. Um dem Wiederausbruch von Unruhen vorzubeugen, ließ Churchill Tonypandy und Umgebung während der Prozesse gegen die dreizehn Verhafteten militärisch besetzen. Während des Prozesses – in dem die Angeklagten schließlich zu Haftstrafen zwischen zwei und sechs Wochen bzw. zu Bußgeldern verurteilt wurden – gingen täglich 10.000 Demonstranten auf die Straße, um die Gefangenen symbolisch zu unterstützen. Dabei kam es zu weiteren kleinen Ausschreitungen in Penygraig und Blaenclydach im April 1911, die mit Straßenkämpfen und Plünderungen einhergingen.
Die Arbeiter kehrten schließlich im September 1911 – zu den Bedingungen der Arbeitgeber – in die Gruben zurück. Churchills Verwicklung in den Tonypandy-Aufstand hatte zur Folge, dass ihm auf Jahrzehnte in Wales sowie bei Arbeitern in ganz Großbritannien Antipathie und Misstrauen entgegengebracht wurde.